# Carrollton (Mississippi)
Carrollton város az USA Mississippi államában, Carrollton megyében, melynek Vaidennel együtt megyeszékhelye is. Lakosainak száma 423 fő (2020. április 1.).

## Népesség
A település népességének változása:
| Lakosok száma | 718  | 190  | 423  |
|               | 1860 | 2010 | 2020 |